# Ludwig Georg Braun
Ludwig Georg Braun (* 21. September 1943 in Melsungen) ist ein deutscher Unternehmer. Er ist der Ehrenpräsident des Deutschen Industrie- und Handelskammertages (DIHK) und ehemaliger Vorstandsvorsitzender des Pharma- und Medizinbedarfsunternehmens B. Braun Melsungen AG.

## Leben
Nach der Reifeprüfung im Jahre 1963 machte Braun bis 1965 in Kassel eine Ausbildung zum Bankkaufmann. Es folgten praktische betriebswirtschaftliche Studien in Großbritannien und den Vereinigten Staaten. Nach dem Wehrdienst arbeitete er zunächst in Brasilien als Leiter der dortigen Niederlassung des Familienunternehmens, dann in Deutschland, ab 1977 als Nachfolger seines Vaters Otto Braun als Vorstandsvorsitzender.
Braun ist Kommunalpolitiker für die FDP. So sitzt er in der Melsunger Stadtverordnetenversammlung und ist Vorsitzender des dortigen Stadtentwicklungsausschusses.
Am 13. Februar 2001 wurde er Präsident des Deutschen Industrie- und Handelskammertages.
Braun forderte im Januar 2004 eine dreijährige Nullrunde für Löhne und Gehälter. Er riet mehrfach kleinen und mittelgroßen Unternehmen, in den EU-Beitrittsstaaten zu investieren. Wiederholt riet er deutschen Unternehmen, Teile ihrer Produktion ins Ausland zu verlagern, statt auf „bessere Politik“ zu warten. Vertreter der SPD warfen ihm daraufhin verantwortungsloses und unpatriotisches Verhalten vor. Brauns Amtszeit endete 2009. Ihm folgte DIHK-Vizepräsident Hans Heinrich Driftmann nach.
Braun ist in mehreren Aufsichtsräten tätig. Braun ist verheiratet und Vater von fünf Kinder. Er praktiziert nach eigenen Angaben den christlichen Glauben.
Braun war auf Vorschlag der FDP Hessen Mitglied der 13., 14. und 15. Bundesversammlung und nahm so an den Wahlen von drei deutschen Bundespräsidenten teil.
Seit April 2019 leitet seine Tochter Anna Maria Braun als Vorstandsvorsitzende das Familienunternehmen B. Braun Melsungen.

## Preise und Auszeichnungen
- 1990: Verdienstkreuz I. Klasse des Verdienstordens der Bundesrepublik Deutschland
- 1998: Preisträger der Georg-August-Zinn-Medaille.
- 2001: Ehrenbürger der nordhessischen Gemeinde Morschen[1]
- 2002: Ehrendoktortitel der Universität Freiburg
- 2006: Ehrentitel „Professor“ des Landes Hessen
- 2009: Großes Verdienstkreuz des Verdienstordens der Bundesrepublik Deutschland[2]
- 2009: Heinz Herbert Karry-Preis.
- 2010: Reinhold-Maier-Medaille
- Preisträger des Deutschen Gründerpreises 2010 in der Kategorie Lebenswerk.
- 2011: Verdienstorden des Landes Baden-Württemberg[3][4]